# SN 2003ee
SN 2003ee – supernowa typu IIn odkryta 28 marca 2003 roku w galaktyce A113324-0959. W momencie odkrycia miała maksymalną jasność 16,50m.